# シェーン・ダグラス
"ザ・フランチャイズ" シェーン・ダグラス（"The Franchise" Shane Douglas、本名：Troy Shane Martin、1964年11月21日 - ）は、アメリカ合衆国のプロレスラー。ペンシルベニア州ピッツバーグ出身。
金髪をなびかせたアイドル系ベビーフェイスとしてキャリアをスタートさせた後、エゴイスト系の技巧派ヒールに転じてアメリカの各主要団体で活躍。近年はインディペンデント・シーンにおけるプロデュース業務にも手腕を発揮している。

## 来歴

### 初期
高校卒業後の1982年、大学の学費を稼ぐためにプロレスラーとしてのキャリアを開始。当時はポール・オーンドーフの甥という設定のもと、トロイ・オーンドーフ（Troy Orndorff）のリングネームを用いたこともある。
1980年代中盤、元WWWF世界タッグ王者ドミニク・デヌーチのもとで再トレーニングを受け、ベサニー大学卒業後の1986年、本名のトロイ・マーティン（Troy Martin）名義でWWFのTVマッチにジョブ・ボーイとして出場。マイク・ケリー（Mike Kelly）とも名乗り、かつてリングネームを拝借していたオーンドーフをはじめ、ランディ・サベージ、ジェイク・ロバーツ、ハーリー・レイスなど大物選手のジョバーを務めながらキャリアを積んだ。
その後、シェーン・ダグラス（Shane Douglas）のリングネームでビル・ワット主宰のミッドサウス版UWFに参戦、ベビーフェイスの新鋭として売り出され、1987年8月3日にエディ・ギルバートから世界TV王座を奪取している。1988年はアラバマのCCWで活動し、7月18日にロード・ヒューマンガスとの異色コンビでNWAコンチネンタル・タッグ王座を獲得した。
1989年、初期のWCWにてジョニー・エースをパートナーに、ロックンロール・エクスプレスの影響下にあるアイドル系タッグチームのダイナミック・デューズ（The Dynamic Dudes）を結成。当時ベビーフェイスのポジションにいたジム・コルネットをマネージャーに迎え、7月23日開催の "The Great American Bash '89" ではスカイ・スクレイパーズ（ダニー・スパイビー&シッド・ビシャス）と対戦した。翌月には揃って全日本プロレスに来日、8月29日に大阪府立体育会館にて、カンナム・エクスプレスが保持していたアジアタッグ王座に挑戦している。帰国後、10月28日の "Halloween Havoc '89" ではファビュラス・フリーバーズ（マイケル・ヘイズ&ジミー・ガービン）のNWA世界タッグ王座に挑戦したが、エースが全日本プロレスを主戦場に選んだことによりチームは解散した。
1990年下期よりWWFに参戦。8月27日の『サマースラム'90』と11月22日の『サバイバー・シリーズ'90』ではダーク・マッチでバディ・ローズを破り、翌1991年1月19日の『ロイヤルランブル'91』にも出場したが、かつてのようなジョバーではなくなったとはいえ、選手層の厚い当時のWWFでは一介の若手ベビーフェイスにすぎなかった。
1992年からはWCWに復帰、リッキー・スティムボートのパートナーに起用され、11月18日にバリー・ウインダム&ダスティン・ローデスからWCW世界タッグ王座を奪取、1993年3月27日にスティーブ・オースチンとブライアン・ピルマンのハリウッド・ブロンズに敗れるまで保持した。

### ECW（1993 - 1995）
1993年下期、当時「イースタン・チャンピオンシップ・レスリング」を団体名としていたECWに移籍。当初は従前と同様にベビーフェイスのポジションにいたが、12月4日に行われたタッグマッチの試合後、パートナーのトミー・ドリーマーを裏切って自身のキャリアでは初となるヒールに転向した。
1994年3月26日にはテリー・ファンクからECWヘビー級王座を奪取し、8月27日にはトーナメントの決勝で2コールド・スコーピオを破り復活版のNWA世界ヘビー級王座を獲得、二冠王となったが、試合後にNWAのベルトを放り捨て、ECW王座こそが真の世界タイトルだと宣言。その後、ECWはNWAを脱退し、9月より団体名も「エクストリーム・チャンピオンシップ・レスリング」と改称した。
以降、"ザ・フランチャイズ" シェーン・ダグラス（"The Franchise" Shane Douglas）と名乗り、ポール・ヘイマンの体制下で新しいスタートを切ったECWの世界王者となって活躍。ミスター・ヒューズをボディーガードに従え、前王者ファンクをはじめサブゥーやタズマニアック、ロン・シモンズ、タリー・ブランチャード、ロード・ウォリアー・ホーク、ジミー・スヌーカらを相手に防衛を続けた。
1995年からは、当時のECW世界タッグ王者チームのクリス・ベノワ&ディーン・マレンコとトリプル・スレット（The Triple Threat）なるチャンピオン・ユニットを結成したが、4月15日にサンドマンに敗れて王座から陥落、1年以上に及ぶ長期政権に終止符を打った。

### WWF（1995）

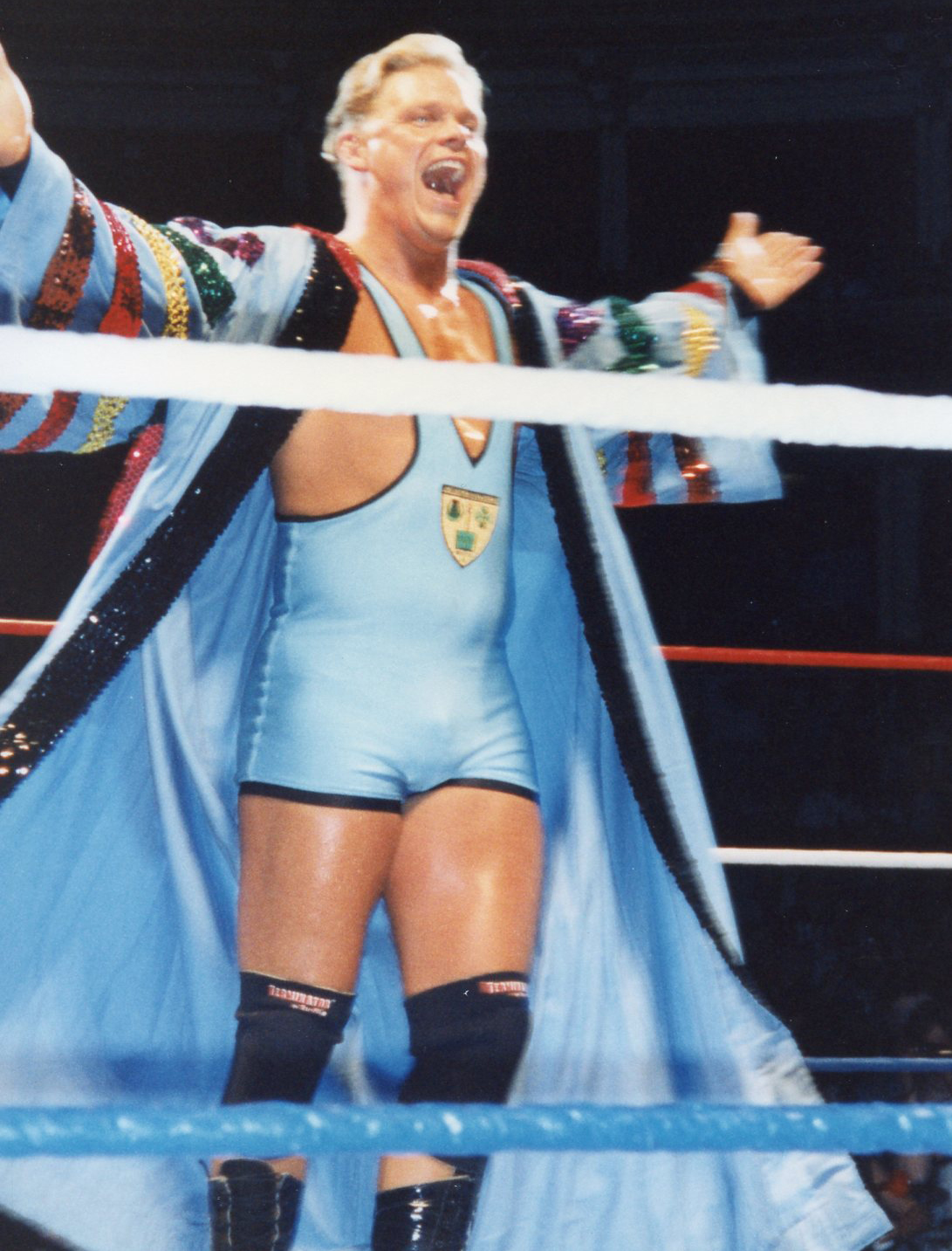
ディーン・ダグラス（1995年）

1995年下期、WWFと再契約。ベサニー大学の大学院で修士号を取得していたことから、ディーン・ダグラス（Dean Douglas）とリングネームを変更し、後にマット・ストライカーが踏襲した嫌味な教師ギミックを与えられた。同系統の紳士ギミックのヒールに扮していたミスター・ボブ・バックランドとも共闘し、ブレット・ハートやショーン・マイケルズらニュージェネレーション期のスーパースターとの抗争が予定されていたが、短期間で離脱することになる。
10月22日のPPV『イン・ユア・ハウス4』では、当初マイケルズが保持していたWWFインターコンチネンタル王座にダグラスが挑戦し、マイケルズを破って新王者となるはずだった。しかし、当時クリックのリーダーとしてバックステージでの発言力を増大させていたマイケルズがダグラスに敗れることを拒否。最終的にはマイケルズの負傷による王座返上というシナリオのもと、不戦勝でダグラスが新王者に認定されたものの、同夜の初防衛戦で同じくクリックのメンバーであるレイザー・ラモンに敗れ、その日のうちにタイトルを明け渡すというブックが組まれた。このブッキングにダグラスは不満を爆発させ、同年の末にWWFを脱退、一時は告訴も辞さない強硬姿勢を取り、以降WWEとは絶縁状態が続いている。

### ECW復帰 （1996 - 1999）
1996年1月よりECWに戻り、当時のECW世界王者レイヴェンとの抗争を開始。入れ替わりにWWF移籍が決定していた弟弟子のカクタス・ジャックともハードコア・スタイルで対戦した。5月11日にはスコーピオからTV王座を奪取、7月13日にはスコーピオ、クリス・ジェリコ、ピットブル2号（トニー・デュランテ）との同王座を賭けた4ウェイ・マッチを制し、以降はピットブルズの女性マネージャーだったフランシーン（Francine）を自身のヘッド・チアリーダーとして従えるようになった。
1997年8月17日、因縁のテリー・ファンクを破り、ECW世界ヘビー級王座を再び獲得。以降は同王座を巡り、バンバン・ビガロやアル・スノーと抗争を繰り広げた。同年12月にはFMWに来日、外道とドリーマーを相手に防衛戦を行っている。
1998年からはヒールターンしたビガロと結託して、クリス・キャンディードを交えてトリプル・スレットを再編。11月1日のPPV "November to Remember '98" ではサブゥー、ロブ・ヴァン・ダム、タズのトリオと対戦した。
1999年にフェイスターンを行い、ドリーマーと組んでランス・ストームとジャスティン・クレディブルのインパクト・プレイヤーズなどと対戦するも、同年にECWを離れてWCWに移籍した。

### WCW（1999 - 2001）
WCWには1999年7月よりベビーフェイスとして再登場し、トリプル・スレットの盟友ベノワ&マレンコ、同じくECW出身のペリー・サターンらと共に、WCWの改革をコンセプトとした新ユニットのザ・レボリューション（The Revolution）を結成する。当初はWCWでの実績のあるベノワがリーダーと目されていたが、マイクパフォーマンスのスキルでダグラスがベノワを圧倒的に凌駕していたこともあり、トリプル・スレット時代と同様に彼がリーダーを務め、リング上でのアジテーションも一手に担当。カート・ヘニング率いるウエスト・テキサス・レッドネックス、ジミー・ハートがマネージメントするファースト・ファミリー、ロード・スティーブン・リーガル&スクワイア・デビッド・テイラーのブルー・ブラッズなど、ヒールのユニットとの抗争に臨んだ。
しかし、ベノワがユニットを離れてからはヒール色が強くなり、レイ・ミステリオ・ジュニアを擁するベビーフェイスのフィルシー・アニマルズとの抗争では女性マネージャーのトリー・ウィルソンを拉致するなど、結成当初のコンセプトは形骸化。2000年1月、ブッカーのケビン・サリバンとの確執でベノワ、マレンコ、サターンがフィルシー・アニマルズのエディ・ゲレロと共にWWFへ移籍したことにより、レボリューションは自然消滅した。
以後、同年4月にエリック・ビショフとビンス・ルッソが立ち上げた「ミリオネアーズ・クラブ対ニュー・ブラッド」の世代闘争アングルではニュー・ブラッド陣営に所属。4月16日にはバフ・バグウェルとのコンビでミリオネアーズ・クラブのリック・フレアー&レックス・ルガーからWCW世界タッグ王座を奪取、同王座への7年ぶりの戴冠を果たした。5月22日にはECW時代からの旧敵テリー・ファンクを下してWCWハードコア王者となったが、翌23日にファンク&ノーマン・スマイリーとのハンディキャップ・マッチに敗れ一日天下で終わっている。
2000年下期はビリー・キッドマンと抗争を展開して、2001年1月14日にはジェネラル・レクションを破りUSヘビー級王座も獲得したが、同年3月末にWWFがWCWを買収。翌2002年4月にAOLタイム・ワーナーとの契約が満了するまでの1年間、活動の場を失うこととなった。

### TNA（2003 - 2007）
AOLタイム・ワーナーとの契約満了後は、過去の経緯からWWFに参加することなくインディー団体を転戦。2002年6月15日には地元ペンシルベニアのメジャー・リーグ・レスリングにて、バンピーロと太陽ケアを3ウェイ・マッチで破り、MLW世界ヘビー級王座の初代王者となった。
以後、ポストECWを標榜していたエクストリーム・プロレスリングやオーストラリアのワールド・レスリング・オールスターズを経て、2003年6月にTNAと契約。ECW以来のレイヴェンとの抗争を再現し、10月からは女性マネージャーのトレーシー・ブルックスや若手のマイケル・シェーンを従えて、ニュー・フランチャイズ（The NEW Franchise）なる新ユニットを結成した。
2004年からはロード・エージェントも兼任して、TNAでの活動と並行してペンシルベニアのインディー団体のブッキング業務にも着手。2005年6月12日にWWEが『ECW ワン・ナイト・スタンド』を開催した際は、フリーランスのECW系選手を招聘したリユニオン・イベント "Hardcore Homecoming" を先手を打って独自にプロデュースし、WWEに先駆ける6月10日、ECWの本拠地だったフィラデルフィアの旧ECWアリーナでの開催を決行。"ECW" の名称は使用できなかったものの、創設者のトッド・ゴードンをゲストに招くなど、本家であることを主張してWWEに対抗した。
2006年は、前年に死去した旧友キャンディードが指導していたザ・ナチュラルズ（アンディ・ダグラス&チェイス・スティーブンス）のマネージャーを担当、アメリカズ・モスト・ウォンテッドやチーム3Dとの抗争を指揮したが、アングルの終結に伴い2007年はTNAの番組から姿を消し、同年10月の契約満了をもってTNAを解雇された。

### インディー団体

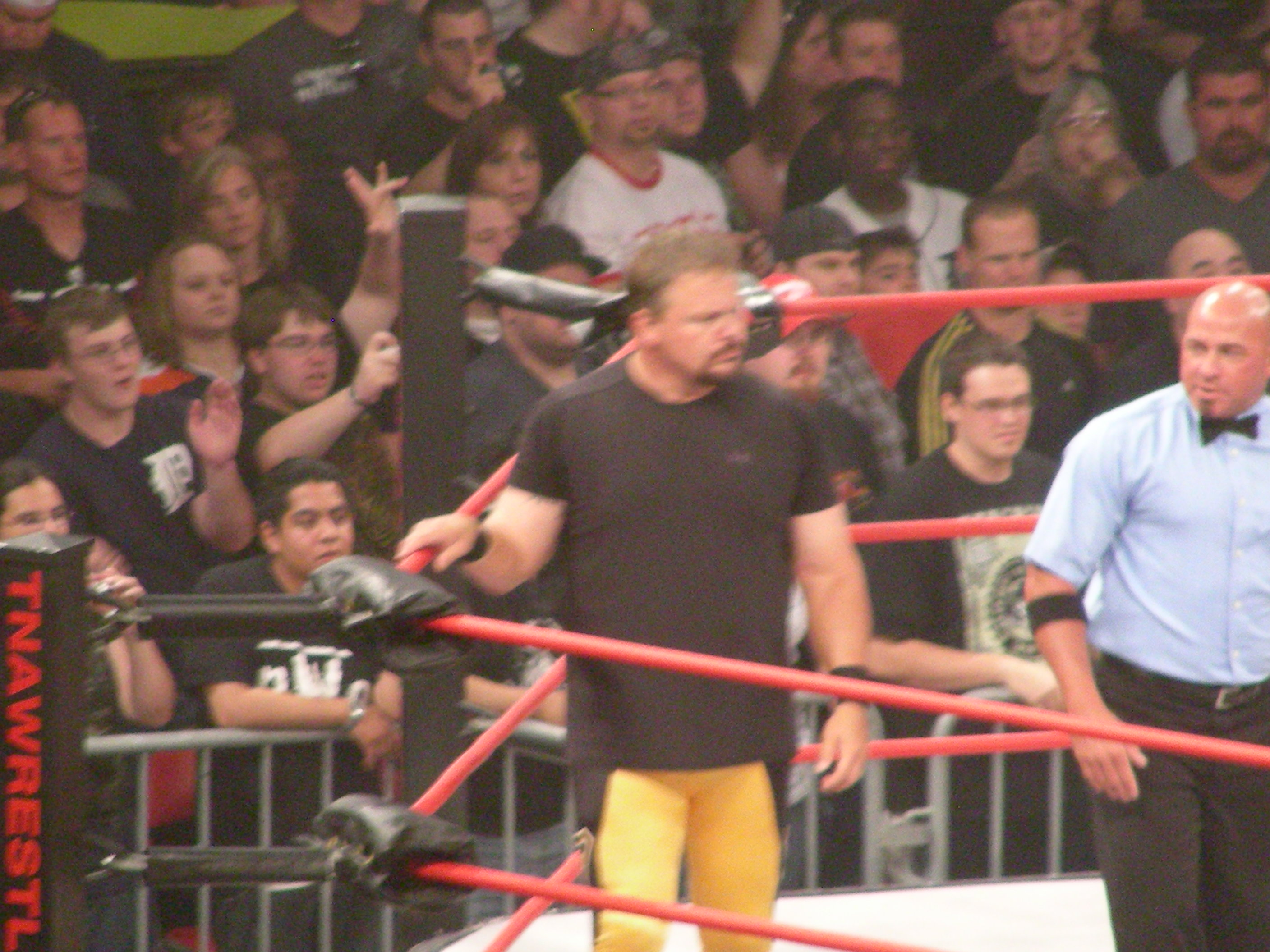
TNA "Slammiversary" でのダグラス（2009年）

しばらく第一線から退いた後、2009年3月13日、インディー版NWAの興行 "NWA on Fire" に出場、ECW出身のリトル・グイドーと対戦した。
同年5月、TNAに復帰してクリストファー・ダニエルズと抗争するが短期間で離脱。2010年8月8日にTNAが主催したECWのリユニオン・イベント "Hardcore Justice" にも、出場の要請を受けていたものの条件面で合意に達せず、参加することはなかった。
同イベントの開催から間もない8月14日、マサチューセッツ州ウェブスターで行われたBTW（Big Time Wrestling）の興行に出場して、スパイク・ダッドリーからBTWヘビー級王座を奪取。以降、ドリーマー、レイヴェン、カリートらを相手に防衛戦を行い、2012年6月まで戴冠した。
2015年5月9日にはミシガン州のBWCW（Blue Water Championship Wrestling）にてシングル王座を獲得。同年8月2日にはオハイオ州のARW（American Revolution Wrestling）において、サブゥーおよびライノとのハードコア形式による3ウェイ・マッチに出場した。
2016年10月1日、新木場1stRINGにおける東京愚連隊の『東京ONE NIGHT STAND 2』に参戦、久々の来日が実現した。2017年から2019年にかけてはオハイオ州のWCPBTW（World Classic Professional Big Time Wrestling）において、ボビー・フルトンを相手にレジェンド王座を争った。

## 得意技
- ピッツバーグ・プランジ（Pittsburgh Plunge）

WWFでのディーン・ダグラスの時代は教師ギミックに合わせてファイナル・エグザム（Final Exam）と呼ばれた。
- フランチャイザー（Franchiser）
- ロコモーション式ブレーンバスター
- ベリー・トゥー・ベリー・スープレックス
- ネックブリーカー
- ダイビング・クロス・ボディ
- ドロップキック

## 獲得タイトル

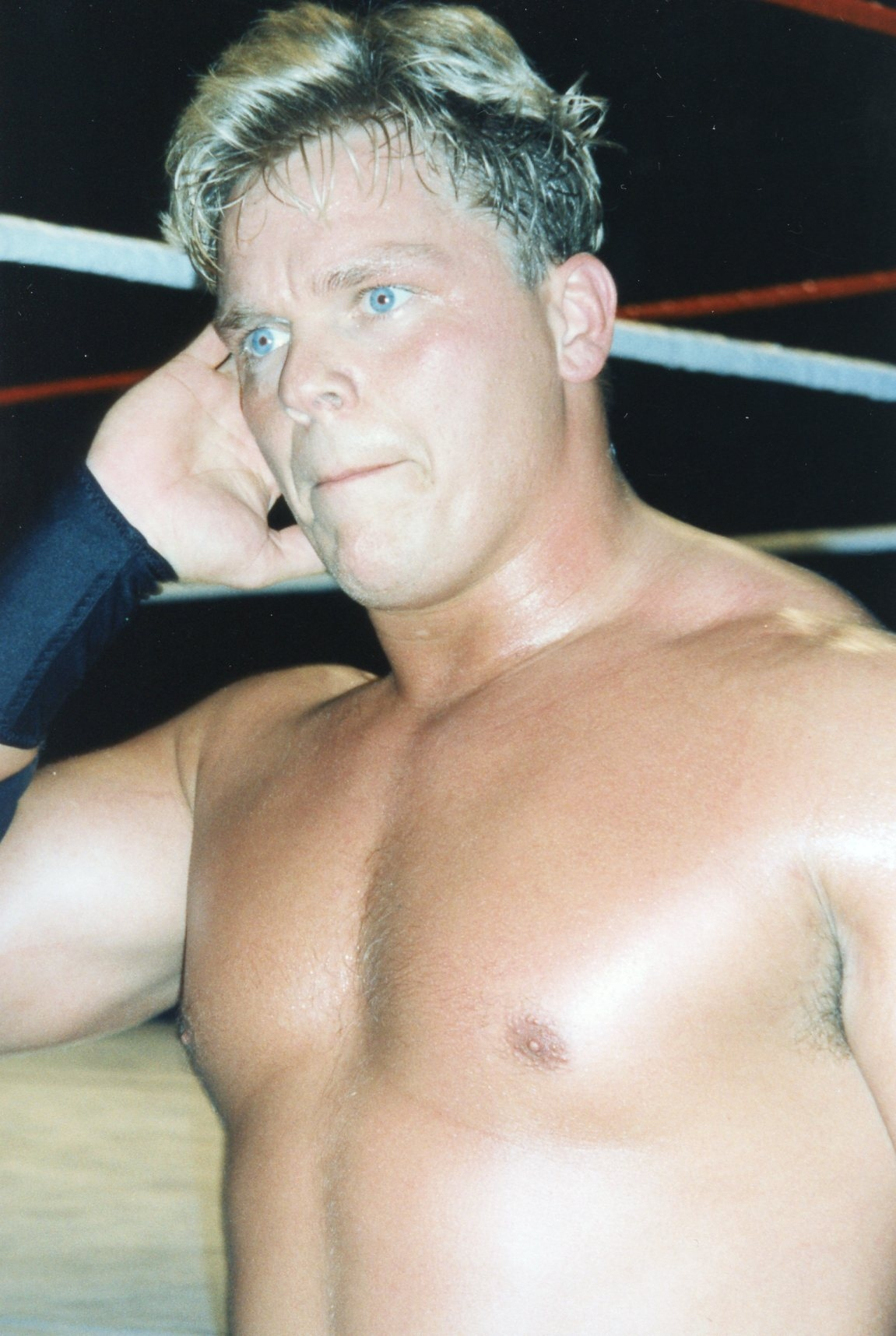
2012年

ユニバーサル・レスリング・フェデレーション
- UWF世界TV王座：1回[6]

コンチネンタル・チャンピオンシップ・レスリング
- NWAコンチネンタル・タッグ王座：1回（w / ロード・ヒューマンガス）[7]

ワールド・チャンピオンシップ・レスリング
- WCW USヘビー級王座：1回[27]
- WCWハードコア王座：1回[26]
- WCW世界タッグ王座：2回（w / リッキー・スティムボート、バフ・バグウェル）[14]

イースタン・チャンピオンシップ・レスリング / エクストリーム・チャンピオンシップ・レスリング
- ECWヘビー級王座 / ECW世界ヘビー級王座：4回[15]
- ECW世界TV王座：2回[20]
- NWA世界ヘビー級王座（復活版）：1回[16]
- ハードコア殿堂

ワールド・レスリング・フェデレーション
- WWFインターコンチネンタル王座：1回[19]

インディー団体
- XPW世界ヘビー級王座：1回
- MLW世界ヘビー級王座：1回
- BTWヘビー級王座：2回[37]
- APWAヘビー級王座 : 1回
- ATCW王座 : 1回
- BWCWヘビー級王座 : 1回
- BCWカンアム・ヘビー級王座 : 1回
- IWAヘビー級王座 : 1回
- NAWAヘビー級王座 : 1回
- PCWヘビー級王座 : 1回
- PWUヘビー級王座 : 1回
- PWXヘビー級王座 : 1回
- SWFヘビー級王座 : 1回
- USWL統一世界ヘビー級王座 : 1回
- USAプロレスリングヘビー級王座 : 1回
- UKヘビー級王座 : 1回